# Trifenilene
Il trifenilene è un composto organico di formula molecolare (C6H4)3. È un idrocarburo policiclico aromatico (IPA) planare, consistente in quattro anelli benzenici fusi; più precisamente, tre anelli fusi sui legami non adiacenti di un anello centrale, il quale è quindi privo di idrogeni. Il nome deriva dal gruppo funzionale bivalente fenilene (>C6H4).
La molecola planare del trifenilene è altamente simmetrica, il suo gruppo puntuale è D3h. Il suo un sistema di elettroni π ne contiene18, conformandosi in tal modo al criterio di aromaticità di Hückel (4×4+2). In condizioni ambiente il trifenilene appare come aghi cristallini incolori, se puro, altrimenti di colore giallo o beige, praticamente insolubili in acqua; si scioglie bene in alcool, benzene, acido acetico e cloroformio.

## Preparazione
Il trifenilene può essere ottenuto dal catrame di carbon fossile, ma è contenuto anche nel petrolio greggio. Può anche essere sintetizzato: un metodo consiste nella trimerizzazione del benzino. un'altra possibilità consiste nell'intrappolare il benzino con un adatto derivato del bifenile.